# O nic nie pytaj
O nic nie pytaj (bo nie pytam ja) – utwór zespołu Yugopolis z wydanego w 2001 roku albumu pt. Yugoton. 
Tekst do piosenki napisała grupa Yugopolis, zaś wykonanie piosenki powierzono Pawłowi Kukizowi. O nic nie pytaj jest coverem jugosłowiańskiego przeboju Uhvati ritam grupy Parni valjak. Singiel swego czasu zajął piąte miejsce na Liście Przebojów Programu Trzeciego.